# (35218) 1994 WU2
1994 WU2 (asteroide 35218) é um asteroide da cintura principal. Possui uma excentricidade de 0.20592120 e uma inclinação de 4.97050º.
Este asteroide foi descoberto no dia 30 de novembro de 1994 por Takao Kobayashi em Oizumi.